# Next Group

Logo des Unternehmens

NEXT plc. ist ein Handelsunternehmen, gelistet an der London Stock Exchange, ISIN GB0032089863, mit Hauptsitz in Enderby (Blaby District).
Die Firma ist das größte britische Einzelhandelsunternehmen im Sektor Bekleidung, nachdem es 2014 den bisherigen Branchenprimus Marks & Spencer umsatzmäßig überholt hat. Next hat gegenwärtig über 500 Geschäfte in Großbritannien und Irland und 199 in weiteren Ländern. 44.626 Mitarbeiter sind gegenwärtig (Stand: Januar 2022) bei Next beschäftigt, davon sind fast drei Viertel Frauen.

## Historie
Die Anfänge von Next gehen zurück auf den 1864 gegründeten Herrenschneider J Hepworth & Son. 1981 kauft Hepworth die Kette Kendalls, um aus deren Läden eine Kette für Damenmode unter dem Namen Next zu machen. Zwei Jahre später wurde das erste Modegeschäft für Herren von Next eröffnet.
1986 wurde die Muttergesellschaft J Hepworth & Son in NEXT plc. umfirmiert. Im selben Jahr erwarb Next das Mode-Versandhaus Grattan, das 1991 an den Otto-Versand verkauft wurde. Next selbst betreibt neben seinen Filialen aber auch den Onlinehandel über das Internet.